# Damiana Deiana
Damiana Deiana (Sassari, 26 giugno 1970) è un'ex calciatrice italiana; giocò nei ruoli di difensore e centrocampista numerose stagioni in Serie A e nella nazionale italiana.
Ha fatto parte della rosa della nazionale italiana che ha partecipato al campionato mondiale nel 1999 e ai campionati europei nel 1997, nel 2001 e nel 2005, vestendo la maglia azzurra della nazionale in 78 incontri e realizzando 2 reti.

## Carriera

### Club
Damiana Deiana inizia a giocare con l'Olmedo.
Nel 1987 gioca con le sassaresi della Torres, società con cui riuscirà a conquistare in 15 anni di attività con la maglia rossoblu, interrotta solo dalla parentesi del Cascine Vica nel campionato 1996-1997, tre scudetti quattro Coppe Italia ed una Supercoppa.
Nell'estate 2002, a 32 anni, decide di affrontare una nuova avventura accordandosi con il Fiammamonza ma con le monzesi rimane una sola stagione che si conclude con un attivo complessivo, tra campionato e coppe, di 31 presenze e 9 gol segnati.
La successiva estate si accorda con l'Atletico Oristano, società dell'omonima cittadina sarda che milita in Serie A2, con cui riesce alla prima stagione, la 2003-2004, terminare al vertice del campionato assicurandosi la promozione. La stagione 2004-2005 la vede però protagonista negativa di una decisione societaria; il presidente Marco Sechi prima della fine dell'anno solare decide di svincolarla assieme a Francesca Valetto.
Già all'inizio del nuovo anno riesce ad accordarsi con il Torino. Con le Granata rimane fino al termine della stagione 2004-2005 concludendo il campionato in terza posizione dietro a Bardolino e Torres.
Nell'estate 2005 decide di tornare in terra sarda sottoscrivendo un contratto con l'Olbia. La stagione d'esordio, 2005-2006, la vede protagonista terminando il campionato con un incoraggiante terzo posto a pari merito con la Matuziana Sanremo nel Girone A di Serie A2. Il campionato 2006-2007 però si rivela difficile e le olbiesi riescono ad agguantare la salvezza ad un solo punto dalla zona retrocessione.
Nel calciomercato estivo è la neopromossa in Serie A2 Roma che le propone di vestire la maglia giallorossa. La società riesce a fare in due anni il salto di due livelli del Campionato italiano femminile di calcio aggiudicandosi, grazie anche all'esperienza portata da Deiana nel comparto difensivo, la stagione 2007-2008 e tornando così in Serie A dopo ventun anni. A fine campionato 2008-2009 Damiana Deiana si congeda dal calcio giocato con un tabellino in casacca giallorossa di 39 presenze e 5 gol in due stagioni.

### Altre attività sportive
Al termine della carriera nel calcio giocato Deiana si tessera con la società sportiva I Guerrieri Del Pavone, con sede a Sassari, e partecipa a competizioni di atletica leggera nella categoria Seniores 40 Femminile (SF40).

## Statistiche

### Cronologia presenze e reti in nazionale
Dall'elenco mancano eventuali presenze maturate prima del 1995.

| Cronologia completa delle presenze e delle reti in nazionale ― Italia | Cronologia completa delle presenze e delle reti in nazionale ― Italia | Cronologia completa delle presenze e delle reti in nazionale ― Italia | Cronologia completa delle presenze e delle reti in nazionale ― Italia | Cronologia completa delle presenze e delle reti in nazionale ― Italia | Cronologia completa delle presenze e delle reti in nazionale ― Italia | Cronologia completa delle presenze e delle reti in nazionale ― Italia | Cronologia completa delle presenze e delle reti in nazionale ― Italia |
| Data                                                                  | Città                                                                 | In casa                                                               | Risultato                                                             | Ospiti                                                                | Competizione                                                          | Reti                                                                  | Note                                                                  |
| --------------------------------------------------------------------- | --------------------------------------------------------------------- | --------------------------------------------------------------------- | --------------------------------------------------------------------- | --------------------------------------------------------------------- | --------------------------------------------------------------------- | --------------------------------------------------------------------- | --------------------------------------------------------------------- |
| 26-1-1995                                                             | Firenze                                                               | Italia                                                                | 1 – 1                                                                 | Inghilterra                                                           | Amichevole                                                            | -                                                                     |                                                                       |
| 14-3-1995                                                             | Lagos                                                                 | Svezia                                                                | 4 – 0                                                                 | Italia                                                                | Algarve Cup 1995                                                      | -                                                                     | 60’                                                                   |
| 16-3-1995                                                             | Faro                                                                  | Norvegia                                                              | 3 – 1                                                                 | Italia                                                                | Algarve Cup 1995                                                      | -                                                                     |                                                                       |
| 17-3-1995                                                             | Vila Real de Santo António                                            | Italia                                                                | 2 – 0                                                                 | Paesi Bassi                                                           | Algarve Cup 1995                                                      | -                                                                     |                                                                       |
| 19-3-1995                                                             | Lagos                                                                 | Portogallo                                                            | 1 – 4                                                                 | Italia                                                                | Algarve Cup 1995 - Finale 7º posto                                    | -                                                                     | 46’                                                                   |
| 11-4-1995                                                             | Poissy                                                                | Stati Uniti                                                           | 3 – 0                                                                 | Italia                                                                | Amichevole                                                            | -                                                                     |                                                                       |
| 12-4-1995                                                             | Saint-Maur-des-Fossés                                                 | Francia                                                               | 1 – 0                                                                 | Italia                                                                | Amichevole                                                            | -                                                                     | 17’                                                                   |
| 14-4-1995                                                             | Montpellier                                                           | Canada                                                                | 1 – 1 (4 - 3 dtr)                                                     | Italia                                                                | Amichevole                                                            | -                                                                     | 46’                                                                   |
| 16-5-1995                                                             | Lillehammer                                                           | Norvegia                                                              | 4 – 1                                                                 | Italia                                                                | Amichevole                                                            | -                                                                     |                                                                       |
| 7-9-1995                                                              | Jesolo                                                                | Italia                                                                | 1 – 0                                                                 | Ungheria                                                              | Amichevole                                                            | -                                                                     | 60’                                                                   |
| 9-9-1995                                                              | Jesolo                                                                | Italia                                                                | 3 – 1                                                                 | Francia                                                               | Amichevole                                                            | -                                                                     | 65’                                                                   |
| 1-11-1995                                                             | Sunderland                                                            | Inghilterra                                                           | 1 – 1                                                                 | Italia                                                                | Qual. Euro 1997                                                       | -                                                                     | 25’ 57’                                                               |
| 26-2-1997                                                             | Lovanio                                                               | Belgio                                                                | 1 – 1                                                                 | Italia                                                                | Amichevole                                                            | -                                                                     |                                                                       |
| 23-3-1997                                                             | Modena                                                                | Italia                                                                | 4 – 1                                                                 | Grecia                                                                | Amichevole                                                            | -                                                                     | 46’                                                                   |
| 23-4-1997                                                             | Torino                                                                | Italia                                                                | 2 – 0                                                                 | Inghilterra                                                           | Amichevole                                                            | -                                                                     | 61’                                                                   |
| 30-6-1997                                                             | Moss                                                                  | Germania                                                              | 1 – 1                                                                 | Italia                                                                | Euro 1997 - Fase a gironi                                             | -                                                                     |                                                                       |
| 6-7-1997                                                              | Lillestrøm                                                            | Norvegia                                                              | 0 – 2                                                                 | Danimarca                                                             | Euro 1997 - Fase a gironi                                             | -                                                                     | 77’                                                                   |
| 9-7-1997                                                              | Lillestrøm                                                            | Italia                                                                | 2 – 1                                                                 | Spagna                                                                | Euro 1997 - Semifinale                                                | -                                                                     | 71’                                                                   |
| 12-7-1997                                                             | Oslo                                                                  | Italia                                                                | 0 – 2                                                                 | Germania                                                              | Euro 1997 - Finale                                                    | -                                                                     | 72’                                                                   |
| 5-2-1998                                                              | Catania                                                               | Italia                                                                | 0 – 1                                                                 | Germania                                                              | Amichevole                                                            | -                                                                     |                                                                       |
| 25-3-1998                                                             | Termoli                                                               | Italia                                                                | 0 – 0                                                                 | Cina                                                                  | Amichevole                                                            | -                                                                     |                                                                       |
| 11-4-1998                                                             | Blois                                                                 | Francia                                                               | 2 – 3                                                                 | Italia                                                                | Qual. Mondiali 1999                                                   | -                                                                     |                                                                       |
| 21-4-1998                                                             | West Bromwich                                                         | Inghilterra                                                           | 1 – 2                                                                 | Italia                                                                | Amichevole                                                            | -                                                                     |                                                                       |
| 5-5-1998                                                              | Cagliari                                                              | Italia                                                                | 1 – 0                                                                 | Finlandia                                                             | Qual. Mondiali 1999                                                   | -                                                                     |                                                                       |
| 16-5-1998                                                             | Perugia                                                               | Italia                                                                | 2 – 0                                                                 | Svizzera                                                              | Qual. Mondiali 1999                                                   | -                                                                     |                                                                       |
| 27-5-1998                                                             | Espoo                                                                 | Finlandia                                                             | 0 – 2                                                                 | Italia                                                                | Qual. Mondiali 1999                                                   | -                                                                     |                                                                       |
| 6-1-1999                                                              | Sydney                                                                | Canada                                                                | 0 – 1                                                                 | Italia                                                                | Australian Cup                                                        | -                                                                     |                                                                       |
| 8-1-1999                                                              | Sydney                                                                | Australia                                                             | 1 – 1                                                                 | Italia                                                                | Australian Cup                                                        | -                                                                     | 100’                                                                  |
| 13-1-1999                                                             | Canberra                                                              | Australia                                                             | 1 – 0                                                                 | Italia                                                                | Australian Cup                                                        | -                                                                     | 80’                                                                   |
| 21-4-1999                                                             | Soverato                                                              | Italia                                                                | 1 – 1                                                                 | Svezia                                                                | Amichevole                                                            | -                                                                     |                                                                       |
| 12-5-1999                                                             | Fabriano                                                              | Italia                                                                | 2 – 2                                                                 | Norvegia                                                              | Amichevole                                                            | -                                                                     | 59’                                                                   |
| 20-6-1999                                                             | Pasadena                                                              | Germania                                                              | 1 – 1                                                                 | Italia                                                                | Mondiali 1999 - Fase a gironi                                         | -                                                                     | 68’                                                                   |
| 24-6-1999                                                             | Chicago                                                               | Brasile                                                               | 2 – 0                                                                 | Italia                                                                | Mondiali 1999 - Fase a gironi                                         | -                                                                     | 55’                                                                   |
| 27-6-1999                                                             | Boston                                                                | Messico                                                               | 0 – 2                                                                 | Italia                                                                | Mondiali 1999 - Fase a gironi                                         | -                                                                     |                                                                       |
| 23-2-2000                                                             | Torre Annunziata                                                      | Italia                                                                | 0 – 0                                                                 | Paesi Bassi                                                           | Amichevole                                                            | -                                                                     | 46’                                                                   |
| 22-3-2000                                                             | Trani                                                                 | Italia                                                                | 3 – 0                                                                 | Jugoslavia                                                            | Amichevole                                                            | 1                                                                     |                                                                       |
| 6-4-2000                                                              | Francoforte sul Meno                                                  | Germania                                                              | 3 – 0                                                                 | Italia                                                                | Qual. Euro 2001                                                       | -                                                                     |                                                                       |
| 7-6-2000                                                              | Urbino                                                                | Italia                                                                | 1 – 0                                                                 | Islanda                                                               | Qual. Euro 2001                                                       | -                                                                     |                                                                       |
| 17-6-2000                                                             | Kiev                                                                  | Ucraina                                                               | 0 – 0                                                                 | Italia                                                                | Qual. Euro 2001                                                       | -                                                                     |                                                                       |
| 7-7-2000                                                              | New York                                                              | Stati Uniti                                                           | 4 – 1                                                                 | Italia                                                                | Amichevole                                                            | -                                                                     | 65’                                                                   |
| 27-9-2000                                                             | San Giorgio di Nogaro                                                 | Italia                                                                | 2 – 1                                                                 | Slovacchia                                                            | Amichevole                                                            | -                                                                     |                                                                       |
| 14-10-2000                                                            | Roma                                                                  | Italia                                                                | 3 – 1                                                                 | Francia                                                               | Amichevole                                                            | -                                                                     | 46’                                                                   |
| 18-10-2000                                                            | Palermo                                                               | Italia                                                                | 3 – 0                                                                 | Portogallo                                                            | Qual. Euro 2001 - Play-off                                            | -                                                                     |                                                                       |
| 17-1-2001                                                             | Vibo Valentia                                                         | Italia                                                                | 3 – 0                                                                 | Scozia                                                                | Amichevole                                                            | -                                                                     | 46’                                                                   |
| 7-3-2001                                                              | Rieti                                                                 | Italia                                                                | 1 – 0                                                                 | Stati Uniti                                                           | Amichevole                                                            | -                                                                     |                                                                       |
| 17-6-2001                                                             | Tavarone                                                              | Italia                                                                | 2 – 0                                                                 | Finlandia                                                             | Amichevole                                                            | -                                                                     |                                                                       |
| 25-6-2001                                                             | Aalen                                                                 | Italia                                                                | 2 – 1                                                                 | Danimarca                                                             | Euro 2001 - Fase a gironi                                             | -                                                                     |                                                                       |
| 28-6-2001                                                             | Reutlingen                                                            | Italia                                                                | 1 – 1                                                                 | Norvegia                                                              | Euro 2001 - Fase a gironi                                             | -                                                                     |                                                                       |
| 1-7-2001                                                              | Ulma                                                                  | Francia                                                               | 2 – 0                                                                 | Italia                                                                | Euro 2001 - Fase a gironi                                             | -                                                                     |                                                                       |
| 8-9-2001                                                              | Reykjavík                                                             | Islanda                                                               | 2 – 1                                                                 | Italia                                                                | Qual. Mondiali 2003                                                   | -                                                                     | 46’                                                                   |
| 28-11-2001                                                            | Città di Castello                                                     | Italia                                                                | 3 – 0                                                                 | Spagna                                                                | Qual. Mondiali 2003                                                   | -                                                                     | 68’                                                                   |
| 13-2-2002                                                             | Ostia                                                                 | Italia                                                                | 2 – 0                                                                 | Paesi Bassi                                                           | Amichevole                                                            | -                                                                     |                                                                       |
| 24-3-2002                                                             | Pozoblanco                                                            | Spagna                                                                | 0 – 1                                                                 | Italia                                                                | Qual. Mondiali 2003                                                   | -                                                                     |                                                                       |
| 10-4-2002                                                             | Copenaghen                                                            | Danimarca                                                             | 4 – 0                                                                 | Italia                                                                | Amichevole                                                            | -                                                                     |                                                                       |
| 8-6-2002                                                              | Arzachena                                                             | Italia                                                                | 0 – 0                                                                 | Islanda                                                               | Qual. Mondiali 2003                                                   | -                                                                     |                                                                       |
| 13-6-2002                                                             | Požarevac                                                             | Jugoslavia                                                            | 0 – 6                                                                 | Italia                                                                | Amichevole                                                            | -                                                                     | 46’                                                                   |
| 2-10-2002                                                             | Cary                                                                  | Russia                                                                | 2 – 1                                                                 | Italia                                                                | Coppa USA                                                             | -                                                                     | 53’                                                                   |
| 9-10-2002                                                             | Cary                                                                  | Italia                                                                | 1 – 0                                                                 | Australia                                                             | Coppa USA                                                             | -                                                                     | 79’                                                                   |
| 13-11-2002                                                            | Lovanio                                                               | Belgio                                                                | 1 – 5                                                                 | Italia                                                                | Amichevole                                                            | -                                                                     | 61’                                                                   |
| 22-1-2003                                                             | Roma                                                                  | Italia                                                                | 4 – 0                                                                 | Scozia                                                                | Amichevole                                                            | -                                                                     | 70’                                                                   |
| 25-2-2003                                                             | Viareggio                                                             | Italia                                                                | 1 – 0                                                                 | Inghilterra                                                           | Amichevole                                                            | -                                                                     | 61’                                                                   |
| 16-4-2003                                                             | Hoofddorp                                                             | Paesi Bassi                                                           | 0 – 5                                                                 | Italia                                                                | Amichevole                                                            | -                                                                     | 60’                                                                   |
| 9-9-2003                                                              | Livingston                                                            | Scozia                                                                | 0 – 4                                                                 | Italia                                                                | Amichevole                                                            | -                                                                     | 64’                                                                   |
| 22-10-2003                                                            | Kansas City                                                           | Stati Uniti                                                           | 2 – 2                                                                 | Italia                                                                | Amichevole                                                            | -                                                                     | 84’                                                                   |
| 21-1-2004                                                             | Atene                                                                 | Grecia                                                                | 0 – 3                                                                 | Italia                                                                | Amichevole                                                            | -                                                                     | 55’                                                                   |
| 14-3-2004                                                             | Guia                                                                  | Italia                                                                | 1 – 0                                                                 | Cina                                                                  | Algarve Cup 2004                                                      | -                                                                     | 46’                                                                   |
| 31-3-2004                                                             | Bolzano                                                               | Italia                                                                | 0 – 1                                                                 | Germania                                                              | Amichevole                                                            | -                                                                     | 45’                                                                   |
| 24-4-2004                                                             | Andria                                                                | Italia                                                                | 1 – 1                                                                 | Finlandia                                                             | Qual. Euro 2005                                                       | -                                                                     | 46’                                                                   |
| 22-5-2004                                                             | Trapani                                                               | Italia                                                                | 0 – 0                                                                 | Svizzera                                                              | Qual. Euro 2005                                                       | -                                                                     | 67’                                                                   |
| 26-6-2004                                                             | Benevento                                                             | Italia                                                                | 2 – 1                                                                 | Svezia                                                                | Qual. Euro 2005                                                       | -                                                                     | 87’                                                                   |
| 4-9-2004                                                              | Bergen                                                                | Norvegia                                                              | 3 – 1                                                                 | Italia                                                                | Amichevole                                                            | -                                                                     | 63’                                                                   |
| 25-9-2004                                                             | Niš                                                                   | Serbia e Montenegro                                                   | 1 – 2                                                                 | Italia                                                                | Qual. Euro 2005                                                       | -                                                                     | 80’                                                                   |
| 13-11-2004                                                            | Crotone                                                               | Italia                                                                | 2 – 1                                                                 | Rep. Ceca                                                             | Qual. Euro 2005 - Play-off                                            | -                                                                     |                                                                       |
| 27-11-2004                                                            | Čáslav                                                                | Rep. Ceca                                                             | 0 – 3                                                                 | Italia                                                                | Qual. Euro 2005 - Play-off                                            | -                                                                     | 46’                                                                   |
| 17-2-2005                                                             | Milton Keynes                                                         | Inghilterra                                                           | 4 – 1                                                                 | Italia                                                                | Amichevole                                                            | 1                                                                     |                                                                       |
| 23-2-2005                                                             | Santa Maria da Feira                                                  | Portogallo                                                            | 0 – 2                                                                 | Italia                                                                | Amichevole                                                            | -                                                                     | 57’                                                                   |
| 9-6-2005                                                              | Preston                                                               | Italia                                                                | 0 – 4                                                                 | Germania                                                              | Euro 2005 - Fase a gironi                                             | -                                                                     | 46’                                                                   |
| 12-6-2005                                                             | Preston                                                               | Norvegia                                                              | 5 – 3                                                                 | Italia                                                                | Euro 2005 - Fase a gironi                                             | -                                                                     | 63’                                                                   |
| Totale                                                                |                                                                       | Presenze                                                              | 78                                                                    |                                                                       | Reti                                                                  | 2                                                                     |                                                                       |

## Palmarès
- Campionato italiano: 3

Torres: 1993-1994; 1999-2000; 2000-2001
- Coppa Italia: 4

Torres: 1990-1991; 1994-1995; 1999-2000; 2000-2001
- Supercoppa italiana: 1

Torres: 2000
- Campionato italiano di Serie A2: 2

Atletico Oristano: 2003-2004
Roma: 2007-2008
- Campionato italiano di Serie B: 1

Torres: 1989-1990